# Дренякин, Максим Тимофеевич
Максим Тимофеевич Дренякин (1770—21.03.1851) — полковник, герой русско-турецкой и других войн, сподвижник А. В. Суворова, герой сражения при Прейсиш-Эйлау.

## Биография
Родился в Белгороде.
Военную службу проходил по армейской пехоте. В 1790 году был назначен дивизионным квартирмейстером в армии генерал-аншефа А. В. Суворова во время русской — турецкой войны. С 1791 года — дивизионный квартирмейстер в армии генерал-аншефа Н. В. Репнина. С 1797 г. за нежелание быть зачисленным в Свиту его императорского величества по квартирмейстерской части уволен со службы. В 1801 г. направлен на Кавказскую линию для исследования Кавказских гор, был руководителем и производителем работ на топографической съёмке Грузии.
В 1806—1807 годах в чине подполковника командовал батальоном в 7-м егерском полку, принимал участие в кампании против французов в Восточной Пруссии и 26 апреля 1807 года был награждён орденом св. Георгия 4-й степени (№ 763 по кавалерскому списку Судравского и № 1778 по списку Григоровича — Степанова)
В воздаяние отличного мужества и храбрости, оказанных в сражении против французских войск 26 и 27 января при Прейсиш-Эйлау, где, командуя баталионом, поступал весьма храбро, причем потерял руку.
С 1816 по 1826 годы командовал 3-й бригадой Оренбургского корпуса.
Скончался в 1851 году. Похоронен Белгороде. Во дворе школы № 35, на улице Волчанской, находится плита из чёрного мрамора, на которой высечен орден Святого Георгия, а под ним надпись: «Полковник Дренякин Максим Тимофеевич 1770—1851 гг. — супругу, воину, отцу вечная память. Очаков, Измаил, Альпы, Аустерлиц, Прейсиш-Айлау, 1782—1801 гг.» Вокруг надписи высечены лавровые венки.

### Семья
Его сын Александр был генерал-майором, братья Василий и Иван также были генерал-майорами и кавалерами ордена св. Георгия 4-й степени.